# Pauline de Meulan

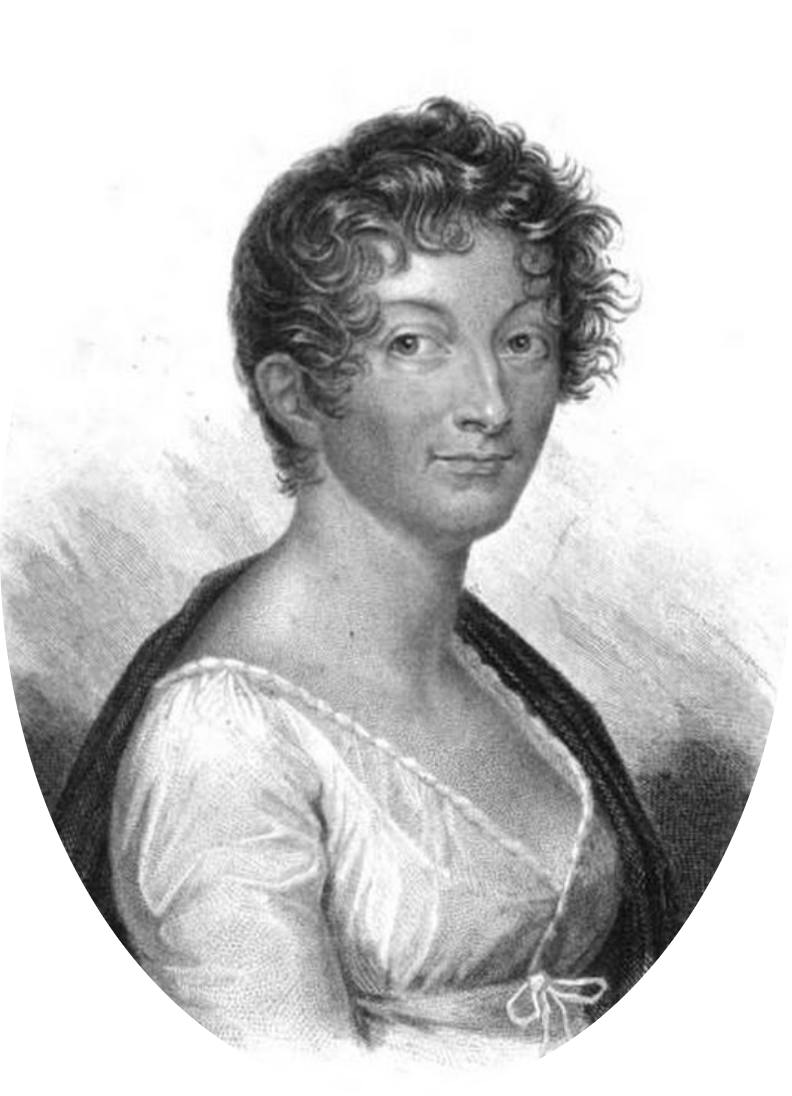
Pauline de Meulan-Guizot

Elizabeth-Charlotte-Pauline de Meulan (geboren am 2. November 1773 in Paris; gestorben ebenda am 1. August 1827), verheiratete Pauline Guizot, war eine französische Romanschriftstellerin und Essayistin.

## Leben
Pauline de Meulan war die Tochter der hochadeligen Marguerite de Saint-Chamans mit Graf Charles de Meulan, königlicher Beamter und Generalschatzmeister von Paris. Ihr Vater, der für die ausgezeichnete Erziehung von ihr, den Brüdern und der Schwester Henriette-Marie sorgte, war unter anderem befreundet mit Turgot, Condorcet, Suard und Chamfort. Entsprechend war sie philosophisch bewandert und kannte die moralischen und ideologischen Grundsätze ihrer Zeit. Die Revolution war ein gewaltiger Einschnitt auch in ihrem Leben. Der Vater starb 1790, und die Tochter begann, nach dem Vorbild der Madame de Flahault für ihren Lebensunterhalt zu schreiben. In ihren ersten Romanen um die Jahrhundertwende setzte sie sich kritisch mit dem Werk früherer Schriftstellerinnen (Sévigné, La Fayette und Deshoulières) auseinander, danach übersetzte und adaptierte sie die zeitgenössische englische Modeschriftstellerin Mary Hays.
Dank ihrer Bekanntschaft mit Suard konnte sie in den Folgejahren für dessen Journal Le Publiciste schreiben, bis dieses 1810 eingestellt werden musste. In diesem Rahmen verfasste sie serialisierte, literarische und auch politische Polemiken, so etwa gegen Bonald. Eine schwere Krankheit verhinderte ihre schriftstellerische Tätigkeit im Jahr 1807, allerdings erhielt sie Unterstützung durch einen Vertreter, der in ihrem Namen und Stil schrieb: François Guizot, den sie einige Jahre später heiratete, am 7. April 1812. De Meulan und Guizot wurden von Zeitgenossen als völlig gegensätzlich charakterisiert: Sie eine wesentlich ältere Schönheit, aus dem Pariser Adel, extrovertiert und eng vernetzt in der Gesellschaft und katholisch erzogen; er ein eigenwilliger Bürger aus der Provinz, dogmatisch, introvertiert und kämpferischer Protestant. Nach der Eheschließung wandte sich ihre schriftstellerische Tätigkeit nunmehr moralisch-erzieherischen Themen zu, wo sie als weise Ratgeberin auftrat. Aus der Ehe gingen zwei Söhne hervor (1813 und 1815), allerdings überlebte nur François (1815–1837) die Geburt.
Sie starb 1827 an Tuberkulose, im Beisein ihres Gatten, der ihr dabei Briefe und Predigten vorlas. Angeblich soll sie sich in ihrer letzten Stunde zum Protestantismus bekannt haben, was untypisch für sie gewesen wäre und darum bestritten wurde. Als vermutlich wahr gilt hingegen, dass sie selbst die zweite Frau Guizots bestimmte: Marguerite-Andrée-Eliza Dillon (1804–1833), ihre Nichte und eine Generation jünger als ihr Mann. Auch sie war eine Schriftstellerin. Ein Jahr später heirateten Dillon und François Guizot.

## Werke
- Les Contradictions (1799)
- La Chapelle d’Ayton, ou Emma Courtenay (traduction-adaptation de l’oeuvre de Mary Hays; 1799)
- Essais de littérature et de morale (1802)
- Vie des poètes français du siècle de Louis XIV (1813)
- Journal d’une mère (1813)
- Écolier (1821)
- Les Enfants (1823)
- Education domestique (1826)
- Une Famille
- Conseils de morale (postum 1828 durch ihren Mann)